# Musicraft Records

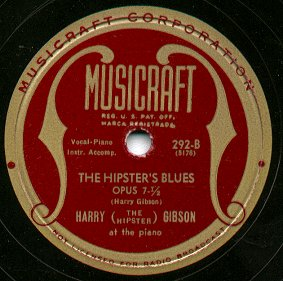
Musicraft-78er von Harry „the Hipster“ Gibson

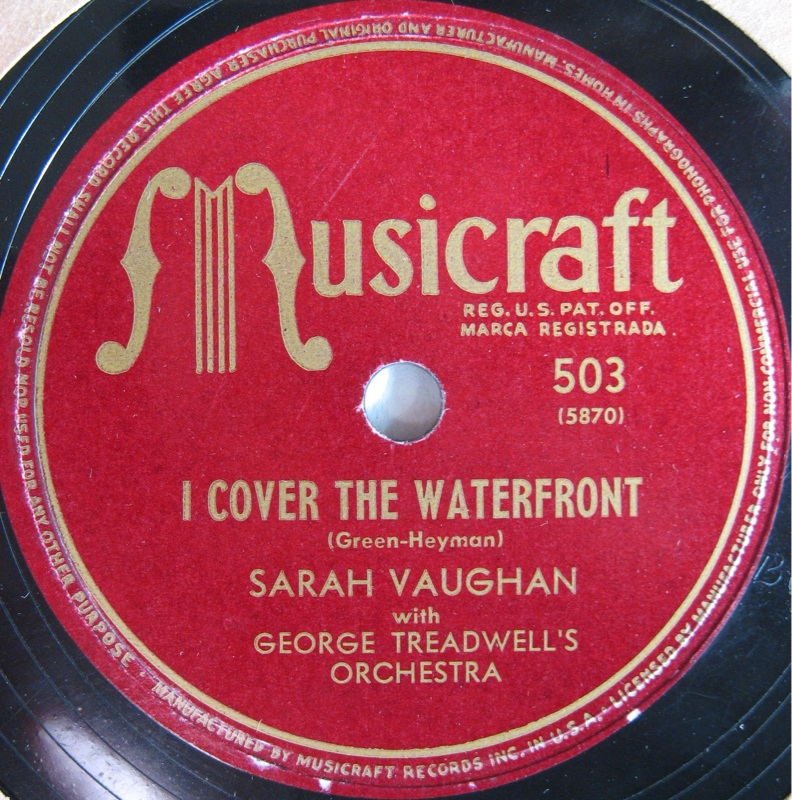
78er von Sarah Vaughan bei Musicraft: „I Cover the Waterfront“

Musicraft Records war ein US-amerikanisches Klassik-, Jazz- und Blues-Plattenlabel, das in den 1930er und 1940er Jahren bestand.

## Das Label
Der Katalog von Musicraft umfasste Musiker verschiedener Stilrichtungen aus klassischer Musik, Folk, Jazz, Latin Jazz, populäre Gesangstitel und auch Calypso. Zu den Künstlern, die auf dem Label aufnahmen, gehörten Mel Tormé, Sarah Vaughan, Duke Ellington, Joe Marsala Lee Castle, Slim Gaillard, Dizzy Gillespie und dessen Dizzy Gillespie Big Band (Shaw ’Nuff), der Bebop-Komiker Harry „the Hipster“ Gibson, Teddy Wilson, Leadbelly, Carl Sandburg, Dizzy Gillespie, Georgie Auld, Artie Shaw und das Duke Ellington Orchestra, dessen Aufnahmen von 1946 zu den letzten Produktionen des Labels gehörten.
Das erste Album des Labels war ein Set mit Songs aus dem Musical The Cradle Will Rock von Marc Blitzstein, das 1938 bei Musicraft erschien.
Der Komponist und Musiker Walter Gross war als A&R und Arrangeur für das Label in den späten 1940er Jahren tätig. Ende der 40er leitete Peter Fritsch das Unternehmen Musicraft, bevor er dann seine Firma Lyrichord Discs gründete. Beteiligt an dem Unternehmen war Duke Ellington.
Nach dem Ende des Unternehmens kaufte der Promoter Albert Marx den Katalog des Unternehmens und veröffentlichte mehrere Titel auf seinem Label Discovery Records.